# Dolophilodes japonicus
Dolophilodes japonicus är en nattsländeart som först beskrevs av Banks 1906.  Dolophilodes japonicus ingår i släktet Dolophilodes och familjen stengömmenattsländor. Inga underarter finns listade i Catalogue of Life.